# Ignas Hofmanas

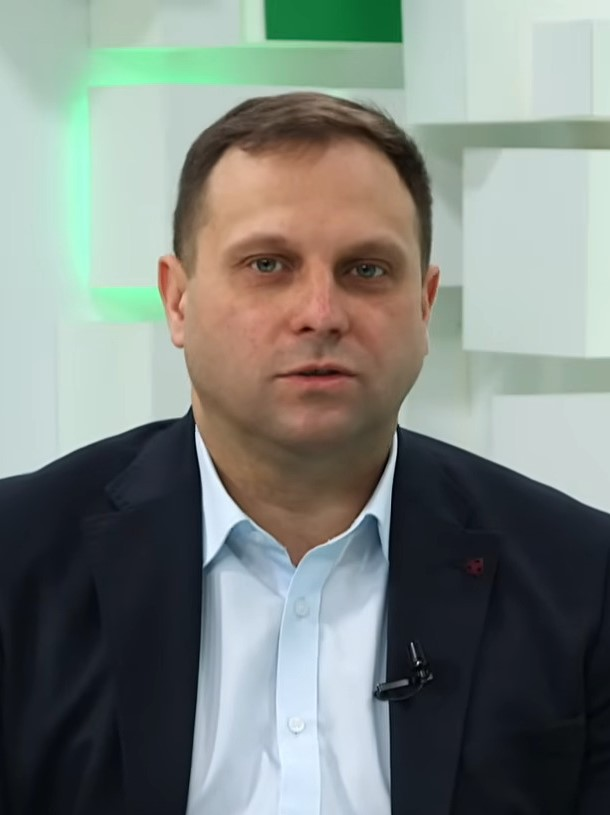
Hofmanas (2024)

Ignas Hofmanas (* 4. Februar 1984 in der Rajongemeinde Radviliškis) ist ein litauischer Politiker und Agrarminister.

## Leben
Nach dem Abitur 2002 an der Sekundarschule Šiaulėnai bei Radviliškis absolvierte er von 2002 bis 2006 das Bachelorstudium der Angewandten Physik, von 2006 bis 2008 das Masterstudium der Wärmetechnik und promovierte 2014 in Technologiewissenschaften, im Bereich Energie- und Wärmetechnik, an der Technischen Universität Kaunas in der zweitgrößten litauischen Stadt Kaunas.
Von September bis  Dezember 2009 war er Laborant der Litauischen Universität für Landwirtschaft. Von 2009 bis 2024 arbeitete er als Landbauer. Von Dezember 2013  bis August 2018  leitete er als Direktor das Unternehmen UAB Igno klubas. Seit Dezember 2024 ist er Agrarminister im Kabinett Paluckas, geleitet von Gintautas Paluckas. Er wurde von Gitanas Nausėda ernannt.
Von 2019 bis 2024 war er Vorsitzender des Bauernverbandes der Region Radviliškis.
Von  April 2023 bis 2024 leitete er den Litauischen Landwirtschaftsrat.